# Гейвен
«Гейвен» (англ. Haven) — містичний телевізійний серіал, створений американським телеканалом SyFy.
Сценарій серіалу написаний на основі книги Стівена Кінга «Хлопець із Колорадо». Зйомки проходили на Південному узбережжі Нової Шотландії у Канаді. Прем’єра одногодинної драми пройшла на телеканалі SyFy 9 липня 2010.
7 жовтня 2010 року стало відомо, що тривають зйомки 13 епізодів для другого сезону серіалу, що вийде на екрани у 2011 році. Прем’єра 3 сезону відбулася 22 вересня 2012 року. Прем’єра 4 сезону була запланована на 13 вересня 2013 року, але насправді показ першої серії сезону відбувся раніше — 9 вересня. Прем’єра першої частини 5 сезону відбулася 11 вересня 2014 року, другої — 8 жовтня 2015 року.
У серпні 2015 року телеканал SyFy закрив серіал після 5 сезонів. Фінал серіалу відбувся 17 грудня 2015 року.

## Сюжет
Агент ФБР Одрі Паркер прибуває у містечко Хейвен, розташоване у штаті Мен, щоб розслідувати як могло здатися просту справу — вбивство колишнього злочинця. Але виявляється, не все так просто — містечко є центром паломництва людей з надприродними здібностями, які місцеві жителі називають "бідами". Напарником Одрі у розкритті справи стає місцевий поліцейський Нейтон Ворнос, а також симпатичний контрабандист Дюк Крокер.

## У ролях
- Емілі Роуз — Одрі Паркер
- Ерік Бальфур — Дюк Крокер
- Лукас Брайант — Нейтан Ворнос
- Річард Донат — Вінс Тігс
- Джон Дансворт — Дейв Тігс
- Ніколас Кемпбелл — Шеф поліції Ворнос
- Адам Коупленд — Дуайт Хендріксон
- Мері Колін Чізольн — Елеонор Карр
- Мішелль Монтей — Джулія Карр
- Енн Кейлон — Джесс Мінтон
- Стівен Макгетті — Преподобний Ед Дрісколл
- Моріс Дін Вант — Агент Говард
- Крістофер Кіллам — Аллан
- Стів Ланд — Хлопець з Колорадо

## Серіал в Україні
З 7 липня 2020 року на телеканалі «К1» відбувся показ 1 та 2 сезону.